# Palpita trichotarsia
Palpita trichotarsia là một loài bướm đêm trong họ Crambidae.